# Дорфман, Аня
Аня Дорфман (англ. Ania Dorfmann; 9 июля 1899, Одесса, Херсонская губерния — 21 апреля 1984, Нью-Йорк, Нью-Йорк) — американская пианистка и музыкальный педагог российского происхождения.

## Биография
В отрочестве выступала дуэтом вместе с Яшей Хейфецем. Окончила Парижскую консерваторию у Изидора Филиппа, жила во Франции.
С 1920 г. широко концертировала по Европе, в 1936 г. дебютировала в США и в дальнейшем записывалась и преподавала преимущественно здесь. В частности, Дорфман исполняла Первый концерт и Хоральную фантазию Бетховена с Симфоническим оркестром NBC под управлением Артуро Тосканини (1939, есть концертные записи обоих произведений, концерт также записан студийно в 1945 г.) и считается первой женщиной-солисткой, с которой согласился выступить Тосканини. С 1966 г. Дорфман преподавала в Джульярдской школе.